# Unió Esportiva Vic
L'Unió Esportiva Vic è una società calcistica con sede a Vic, nella comunità autonoma di Catalogna, in Spagna. Disputa le partite casalinghe nello stadio Hipòlit Planàs, impianto da 4 000 spettatori.
Gioca nella Lliga Elit, il sesto livello del campionato spagnolo. Fu fondato nel 1943 dalle ceneri del Vic Football Club. 

## Tornei nazionali
- 3ª División: 26 stagioni[1]
- Lliga Elit: 2 stagioni
- Primera Catalana: 19 stagioni